# 大村真有美
大村 真有美（おおむら まゆみ、1977年12月24日 - ）は、日本の元女優、ジュエリーデザイナー、ピラティスインストラクター。
東京都出身。血液型A型。かつて「伊藤事務所」に所属していた（1993年当時）。

## 来歴・人物
デンマーク、スウェーデンで少女時代を過ごした帰国子女。帰国して間もない頃、1988年3月にテレビ東京の番組『エネルギーおもしろクイズ'88』にゲスト解答者として出演したのがデビューのきっかけ。その後『高速戦隊ターボレンジャー』（1989年放映）のオーディションに合格し、ターボレンジャーにて妖精シーロン役でレギュラー出演。当時まだ日本の生活に慣れていなかったとのことで、台本には祖父が漢字のふりがなをつけていた。シーロンの衣装はターボレンジャー終了後にもらうことが出来たという。
その後、五代目坂東玉三郎主宰の演劇塾『東京コンセルヴァトリー』のオーディションに合格し、女優としての活動を再開。再開後の初舞台はSMAP主演の『ANOTHER』（1993年8月）。その他、少年隊主演ミュージカル『PLAYZONE』など、ジャニー喜多川構成・総合演出の舞台に多く出演。
その後、女優を引退。少女時代を過ごしていたデンマークでテキスタイル、彫金のデザインを学び、ジュエリーデザイナーへ転身。デザインユニット『MA,YU』を開始。デザインプロデュースなどで活動。その後、建築家の隈研吾とのデザインユニット『ケンゴクマ+マユ byヴァンドーム青山』でも活動。その他、ピラティスインストラクター、ヨギックアーティスト、フィットネスウェアのブランドアドバイザーも務めている。
弟の大村直毅は元ジャニーズJr.で、現在は長唄三味線方の 杵屋勝国毅（きねや かつくにき）として活動。

## 出演

### テレビ
- ヨコハマ幽霊ホテル（1988年5月17日、テレビ朝日系　火曜スーパーワイド枠内で放映）
- 高速戦隊ターボレンジャー （1989年、テレビ朝日系）- 妖精シーロン役
- アイドルオンステージ（NHK BS2）- 1993年10月10日〜1996年3月3日　レギュラー出演

### 映画
- 高速戦隊ターボレンジャー （1989年）- 妖精シーロン役

### 舞台
- ANOTHER（1993年8月　SMAP主演）
- 松竹ブロードウェイミュージカル『雨に唄えば』（1996年、日生劇場　東山紀之主演）
- PLAYZONE（1994年、1999年　青山劇場　少年隊主演）

### CM
- オロナミンC（1994年　木村拓哉、石丸幹二と共演）[5]

## 掲載
- duet（ホーム社・集英社）- 1993年12月号
- 近代映画（近代映画社）- 1994年4月号
- BOMB（学研プラス）- 1994年5月号
- 25ans（ハースト婦人画報社）- 2013年8月号